# Flexarium
Flexarien sind Terrarien, die aus einem stabilen Polyamidnetz aufgebaut sind. Das Netz ist zwischen einem Kunststoffgerüst aufgespannt, als Boden dient eine Wanne aus Polyvinylchlorid (PVC). Öffnen lässt sich ein solches Netzterrarium an den seitlichen Reißverschlüssen.
Flexarien können – als Alternative zum klassischen Terrarium – zur dauerhaften Wohnraumhaltung von Reptilien oder zur Freilandhaltung im Sommer eingesetzt werden. Die Vorteile eines Netzterrariums sind die durch das Netz kommenden, natürlichen UVA- und UVB-Strahlen der Sonne und die Verhinderung einer Überhitzung durch die gute Belüftung. Nachteile sind die sehr viel geringere Stabilität des leichten Aufbaus im Gegensatz zu Holz- oder Glasterrarien und die vergleichsweise geringe Rissfestigkeit des Nylongewebes.
Die Bodenschale eines Flexariums ist wasserdicht und kann daher bepflanzt werden. Da diese Terrarien sehr offen sind, muss man besonders auf die nötige Luftfeuchtigkeit achten. dazu empfiehlt sich eine Nebelmaschine zur regelmäßigen Luftbefeuchtung. Auch die Bepflanzung eines Flexarium sollte üppig ausfallen. durch eine Rückwand im Terrarium kann zusätzlich für Feuchtigkeit gesorgt werden, da die Rückwand in dem Fall einen Weg zum Entweichen der Feuchtigkeit versperrt. Ist die Rückwand rau und aus einem feuchtespeichernden Material sorgt dies zusätzlich für die benötigte Luftfeuchtigkeit.